# لوفلوك (نيفادا)
لوفلوك (Lovelock) هي مدينة في مقاطعة بيرشينج، نيفادا، الولايات المتحدة. عدد سكانها 2003 نسمة حسب إحصاء السكان لعام 2000، ولكن الإحصائيات التقديرية لعام 2005 تبين أن العدد يساوي 2363. لوفلوك هي حاضرة مقاطعة بيرشينج والدينة الوحيدة المدخلة فيها. تقع في غرب نيفادا، وتمتدّ على طول نهر هومبولت. مساحتها 2.3 كم2 (0.9 ميل مربع). والبلدة أيضا هي سمية سجن رجال قريب متوسط الحراسة ونطاق مدفعية من زمن الحرب الباردة. كانت البلدة سابقا محطة للمستوطنين في طريقهم إلى كاليفورنيا، وبعد ذلك مستودع للقطارات، لا يزال اقتصادها يعتمد على الزراعة والتعدين وبدأت تعتمد بشكل متزايد على السياحة.

## التركيبة السكانية
حدّد مكتب تعداد الولايات المتحدة بيانات التركيبة السكانية للوفلوك في تعداد الولايات المتحدة. في ما يلي، التركيبة السكانية حسب تعدادي 2000 و2010.

### تعداد عام 2000
بلغ عدد سكان لوفلوك 2,003 نسمة بحسب تعداد عام 2000، وبلغ عدد الأسر 778 أسرة وعدد العائلات 493 عائلة مقيمة في المدينة. في حين سجلت الكثافة السكانية 898.2 نسمة لكل كيلومتر مربع (2,326.3/ميل2). وبلغ عدد الوحدات السكنية 951 وحدة بمتوسط كثافة قدره 426.5 لكل كيلومتر مربع (1,104.6/ميل2).
وتوزع التركيب العرقي للمدينة بنسبة 76.49% من البيض و0.80% من الأمريكيين الأفارقة و7.14% من الأمريكيين الأصليين و0.70% من الأمريكيين ذوي الأصول الآسيوية و0.20% من سكان جزر المحيط الهادئ و10.03% من الأعراق الأخرى و4.64% من عرقين مختلطين أو أكثر و24.21% من الهسبانيون أو اللاتينيون من أي عرق.
بلغ عدد الأسر 778 أسرة كانت نسبة 37.5% منها لديها أطفال تحت سن الثامنة عشر تعيش معهم، وبلغت نسبة الأزواج القاطنين مع بعضهم البعض 47.8% من أصل المجموع الكلي للأسر، ونسبة 9.3% من الأسر كان لديها معيلات من الإناث دون وجود شريك، بينما كانت نسبة 6.3% من الأسر لديها معيلون من الذكور دون وجود شريكة وكانت نسبة 36.6% من غير العائلات. تألفت نسبة 31.5% من أصل جميع الأسر من عدة أفراد يعيشون في نفس المنزل ونسبة 12.5% كانت تتألف من شخص يعيش بمفرده يبلغ من العمر 65 عاماً أو أكثر. وبلغ متوسط حجم الأسرة المعيشية 2.52، أما متوسط حجم العائلات فبلغ 3.22.
بلغ العمر الوسطي للسكان 33.7 عاماً. وكانت نسبة 31.2% من القاطنين تحت سن الثامنة عشر، وكانت نسبة 7.3% بين الثامنة عشر والرابعة والعشرين عاماً، ونسبة 27% كانت واقعةً في الفئة العمرية ما بين الخامسة والعشرين والرابعة والأربعين عاماً، ونسبة 20.7% كانت ما بين الخامسة والأربعين والرابعة والستين، ونسبة 11.8% كانت ضمن فئة الخامسة والستين عاماً فما فوق. يوجد لكل 100 أنثى 107.3 ذكر، ويوجد لكل 100 أنثى في الثامنة عشر من عمرها فما فوق 104.4 ذكر.
بلغ متوسط دخل الأسرة في المدينة 34,563 دولارًا، أما متوسط دخل العائلة فبلغ 40,885 دولارًا. وكان متوسط دخل الذكور 35,658 دولارًا مقابل 27,371 دولارًا للإناث. وسجل دخل الفرد الخاص بالمدينة 17,233 دولارًا. وكانت نسبة 9.6% من العائلات ونسبة 14.2% من السكان تحت خط الفقر، وكان من هؤلاء نسبة 19.8% تحت سن الثامنة عشر ونسبة 10.3% في الخامسة والستين من العمر وما فوق.

### تعداد عام 2010
بلغ عدد سكان لوفلوك 1,894 نسمة بحسب تعداد عام 2010، وبلغ عدد الأسر 768 أسرة وعدد العائلات 480 عائلة مقيمة في المدينة. في حين سجلت الكثافة السكانية 849.3 نسمة لكل كيلومتر مربع (2,199.7/ميل2). وبلغ عدد الوحدات السكنية 945 وحدة بمتوسط كثافة قدره 423.8 لكل كيلومتر مربع (1,097.6/ميل2).
وتوزع التركيب العرقي للمدينة بنسبة 75.82% من البيض و0.32% من الأمريكيين الأفارقة و7.87% من الأمريكيين الأصليين و1.37% من الأمريكيين ذوي الأصول الآسيوية و0.37% من سكان جزر المحيط الهادئ و8.71% من الأعراق الأخرى و5.54% من عرقين مختلطين أو أكثر و25.34% من الهسبانيون أو اللاتينيون من أي عرق.
بلغ عدد الأسر 768 أسرة كانت نسبة 34.2% منها لديها أطفال تحت سن الثامنة عشر تعيش معهم، وبلغت نسبة الأزواج القاطنين مع بعضهم البعض 41% من أصل المجموع الكلي للأسر، ونسبة 13.3% من الأسر كان لديها معيلات من الإناث دون وجود شريك، بينما كانت نسبة 8.2% من الأسر لديها معيلون من الذكور دون وجود شريكة وكانت نسبة 37.5% من غير العائلات. تألفت نسبة 33.1% من أصل جميع الأسر من عدة أفراد يعيشون في نفس المنزل ونسبة 12.8% كانت تتألف من شخص يعيش بمفرده يبلغ من العمر 65 عاماً أو أكثر. وبلغ متوسط حجم الأسرة المعيشية 2.43، أما متوسط حجم العائلات فبلغ 3.08.
بلغ العمر الوسطي للسكان 38.4 عاماً. وكانت نسبة 28.7% من القاطنين تحت سن الثامنة عشر، وكانت نسبة 7.1% بين الثامنة عشر والرابعة والعشرين عاماً، ونسبة 23% كانت واقعةً في الفئة العمرية ما بين الخامسة والعشرين والرابعة والأربعين عاماً، ونسبة 25.3% كانت ما بين الخامسة والأربعين والرابعة والستين، ونسبة 15.9% كانت ضمن فئة الخامسة والستين عاماً فما فوق. وتوزع التركيب الجنسي للسكان بنسبة 50.1% ذكور و49.9% إناث.

## أعلام
- تشارلز ه .راسل
- كلارنس كليفتون يونغ